# Фрідом (Нью-Йорк)
Фрідом (англ. Freedom) — місто (англ. town) в США, в окрузі Каттарогус штату Нью-Йорк. Населення — 2261 особа (2020).

## Демографія
Згідно з переписом 2010 року, у місті мешкало 2405 осіб у 901 домогосподарстві у складі 679 родин. Було 1065 помешкань
Расовий склад населення:
| - 98,3 % — білих - 0,5 % — азіатів - 0,2 % — чорних або афроамериканців |

До двох чи більше рас належало 0,7 %. Частка іспаномовних становила 1,2 % від усіх жителів.
За віковим діапазоном населення розподілялося таким чином: 24,4 % — особи молодші 18 років, 63,2 % — особи у віці 18—64 років, 12,4 % — особи у віці 65 років та старші. Медіана віку мешканця становила 41,3 року. На 100 осіб жіночої статі у місті припадало 106,1 чоловіків;  на 100 жінок у віці від 18 років та старших — 110,3 чоловіків також старших 18 років.
Середній дохід на одне домашнє господарство  становив 58 810 доларів США (медіана — 51 571), а середній дохід на одну сім'ю — 65 956 доларів (медіана — 57 269). Медіана доходів становила 43 068 доларів для чоловіків та 37 813 долари для жінок. За межею бідності перебувало 8,2 % осіб, у тому числі 13,7 % дітей у віці до 18 років та 5,0 % осіб у віці 65 років та старших.
Цивільне працевлаштоване населення становило 1063 особи. Основні галузі зайнятості: виробництво — 21,4 %, роздрібна торгівля — 13,4 %, освіта, охорона здоров'я та соціальна допомога — 13,0 %.